# Горня-Лисина
Горня-Лисина (серб. Горња Лисина, болг. Горна Лисина) — населённый пункт в общине Босилеград Пчиньского округа Сербии.

## Население
Согласно переписи населения 2002 года, в селе проживало 474 человека (202 болгарина, 175 сербов и другие).
| Численность населения | Численность населения | Численность населения | Численность населения | Численность населения | Численность населения | Численность населения | Численность населения |
| 1948                  | 1953                  | 1961                  | 1971                  | 1981                  | 1991                  | 2002                  | 2011                  |
| --------------------- | --------------------- | --------------------- | --------------------- | --------------------- | --------------------- | --------------------- | --------------------- |
| 1248                  | 1336                  | 1334                  | 1211                  | 896                   | 605                   | 474                   | 328                   |

## Религия
Согласно церковно-административному делению Сербской православной церкви, село относится к Босилеградскому архиерейскомку наместничеству Враньской епархии. В селе расположен Храм Святого пророка Илии, построенный в 1871 году..